# Albuginaceae
Albuginaceae es una familia de oomicetos protistas, pero aún muchas descripciones la tratan como grupo de fungi. 
El único género de esta familia es Albugo. Los miembros de ese género son responsables de daños menores y mayores a una variedad de plantas útiles, causando condiciones de manchas blancas. 
Note que la taxonomía de esta familia es aún indeterminada.